# Slide (pattinaggio)
La slide, in italiano scivolata, è una tecnica del pattinaggio in linea che consiste nel far scivolare uno o entrambi i pattini allo scopo di fermarsi o più semplicemente di eseguire una figura particolarmente spettacolare dal punto di vista estetico. La più semplice delle slide è la frenata a T che, seppur non propriamente una scivolata, ne rappresenta il prototipo.

## Frenata a T
La frenata a T viene eseguita ponendo uno dei due piedi in posizione perpendicolare al senso di marcia e lasciandolo strisciare. Si può anche eseguire con uno o entrambi i piedi posti sul tacco.

## Front slide
La front slide è la slide più facile da eseguire. Si realizza portando avanti uno dei due piedi e ponendolo di traverso e molto inclinato. L'altro invece fa da perno e ruota su se stesso di 180°. Per facilitare la manovra ci si può piegare abbassando il baricentro.

## Back slide
La back slide è semplicemente l'esecuzione all'indietro della front slide. Si esegue girandosi di 180° e poi ponendo uno dei due piedi all'indietro, di traverso.